# Windsor Park (Nouvelle-Zélande)
Windsor Park est une banlieue de la cité d’Auckland, située au niveau du secteur de North Shore dans le nord de l’Île du Nord de la Nouvelle-Zélande.

## Situation
Elle est limitée: au nord par la banlieue de Browns Bay, au nord-est par Murrays Bay,à l’est par Mairangi Bay, au sud-est par Campbells Bay, au sud par Sunset North, au sud-ouest par Sunnynook, à l’ouest par Bushlands et au nord-ouest par Pinehill.

## Sport
Le club ‘East Coast Bays Rugby Club’ est localisé au niveau de ‘Windsor Park’ et est un des plus grands clubs de rugby de l’hémisphère sud .
Il partage ses salles de club avec l’East Coast Bays Cricket Club’,.

## Éducation
- Le collège Rangitoto (en) est une école mixte, assurant le secondaire,(allant de l’année 9 à 13) avec un taux de décile de 10 et un effectif de 2 932 élèves [5] qui fut fondée en 1956 [6].C’est maintenant la plus grande école secondaire de Nouvelle-Zélande[7].

- Te Prongo Arotake Matauranga (Te Kura Kaupapa Maori o Te Raki Paewhenua) est une école mixte, assurant tout le primaire (allant de l’année 1 à 8),avec un taux de décile de 5 et un effectif de 45 élèves [8].C’est une école Kura Kaupapa Maori (en), qui insiste fortement sur la revitalisation et la conservation de la langue te reo Maori[9].